# Brussianski
Brussianski (en rus: Брусянский) és un poble (un possiólok) de l'óblast de Tula, a Rússia, segons el cens del 2010 tenia 3.575 habitants.